# Linaria caesia
Linaria caesia är en grobladsväxtart som först beskrevs av Christiaan Hendrik Persoon, och fick sitt nu gällande namn av Dc. och Chav.. Linaria caesia ingår i släktet sporrar, och familjen grobladsväxter. Inga underarter finns listade i Catalogue of Life.